# گامرا
گامرا (انگلیسی: Gamera) یک هیولای تخیلی یا کایجو است که از مجموعه‌ای از فیلم‌های ژاپنی سرچشمه می‌گیرد.